# Le Jardin aux sentiers qui bifurquent
 (décembre 2024).
Le Jardin aux sentiers qui bifurquent (espagnol : El jardín de senderos que se bifurcan) est une nouvelle de Jorge Luis Borges publiée en 1941, puis en 1944 dans son recueil Fictions.

## Synopsis
Le narrateur commence en notant un délai d'une attaque britannique durant la Première Guerre mondiale et dit que la citation du professeur chinois Yu Tsun permet un nouveau regard sur les évènements. La suite de l’histoire est cette citation.
Tsun vit dans le Royaume-Uni durant la guerre et agit en tant qu'espion pour l'Empire allemand, motivé non pas par patriotisme, mais par le souhait de prouver à son chef qu'il n'est pas racialement inférieur. Il a découvert une information cruciale, la localisation d'un nouveau parc d'artillerie britannique. Cependant, il apprend aussi qu'un officier du renseignement britannique d'origine irlandaise nommé Richard Madden a récemment tué un autre membre du réseau d’espionnage dont Tsun fait partie, et qu'il sera certainement retrouvé dans la journée par Madden. Tsun imagine un plan pour transmettre l'information à l'Allemagne et s'enfuit en train, échappant de justesse à l'officier.
Tsun arrive au village d'Ashgrove à la recherche d'un homme nommé Stephen Albert. Pensant aux labyrinthes en suivant des directions similaires à celle pour sortir d'un de ceux-ci, il se souvient d'un de ces ancêtres, un gouverneur provincial nommé Ts'ui Pên. Ts'ui Pên avait pris sa retraite du service public afin d'écrire « un roman qui serait encore plus populaire que le Hung Lu Meng, et pour construire un labyrinthe dans lequel tous les hommes se perdraient. » Cependant, il a supposément été tué par un inconnu 13 ans après le début de ces deux projets, ne laissant que des brouillons incohérents et un labyrinthe connu de personne.
En arrivant à la maison d'Albert, Tsun est étonné d'apprendre qu'Albert est un sinologue qui étudie le roman incomplet de Ts'ui Pen. Albert, lui-même ravi de rencontrer un descendant de l'écrivain, explique à Tsun sa propre interprétation du travail de Ts'ui Pen. D'après Albert, le roman et le labyrinthe, précédemment vus comme deux projets distincts, serraient plutôt deux descriptions faisant référence au même ouvrage. Albert a obtenu une lettre de Ts'ui Pen dans laquelle il a écrit « Je laisse aux nombreux avenirs (non à tous) mon jardin aux sentiers qui bifurquent. » Albert explique ses nombreuses interprétations ultérieures avant que cet extrait fonda son interprétation actuelle. D'après celle-ci, les sentiers qui bifurquent représenteraient la multitude de futurs qui découlent de chaque évènement dans le roman. Tous les chapitres, précédemment pensés comme étant de différent brouillons du même chapitre, feraient alors tous partie de l'œuvre, étant les descriptions de l'infinité des possibles futurs après un même évènement. Le roman serait donc « une énorme devinette ou parabole dont le thème est le temps. »
Accablé d'émotions, Tsun dit à Albert qu'en résolvant le chef-d'œuvre de son ancêtre, il a certainement gagné son appréciation dans chacun des futurs divergents. Albert lui répond en souriant qu'il y a au moins une ligne temporelle où Tsun est un de ses ennemis.
À ce moment, Tsun voit Madden courir au travers du jardin de la maison. Il demande à Albert de se retourner sous prétexte qu'il veut relire la lettre et tire dans son dos, le tuant sur le coup. Alors que Tsun attend sa pendaison dans sa cellule, il explique qu'il sait avoir réussi à avoir transmit le message à l'Allemagne en tuant un homme du même nom que la ville d'Albert, signalant la localisation de l'artillerie britannique, et que son chef comprendra la signification du meurtre lorsqu'il lira le journal. Tsun note cependant que son chef « ne connait pas (personne ne peut connaître) ma contrition et ma lassitude innombrables. »

## Dans la culture moderne
- En statistiques, le raisonnement fallacieux du jardin aux sentiers qui bifurquent réfère à comment faire une suite de décisions dans un grand arbre de décision peut mener à un plus haut taux de faux-positifs dans une expérience. Nommé par le statisticien Andrew Gelman, ce concept référence cette nouvelle pour décrire comment des scientifique peuvent faire de fausse découvertes lorsqu'ils ne pré spécifient pas un plan d'analyse de données et en choisissent plutôt une pour les données qu'ils ont observé.
- Des parallèles ont été observé entre le concept décrit dans l'histoire et la Théorie d'Everett en physique par Bryce DeWitt dans sa préface « The Many-Worlds Interpretation of Quantum Mechanics ».
- Le roman La Maison des feuilles par Mark Z. Danielewski a été largement influencé par plusieurs écrits de Borges, jusqu'au personnage de Zampanò étant, en quelque sorte, Borges. Le Jardin aux sentiers qui bifurquent est mentionné spécifiquement dans la note #167 du roman.
- Le jeu vidéo de tir à la première personne Ultrakill dérive le titre de l'un de ses niveaux de la nouvelle de Borges. Ce niveau contient une interprétation plus littérale du concept, où le joueur explore une structure labyrinthique se trouvant dans une réinterprétation de science-fiction de l'Enfer de Dante.